# Westfälisches Kinderdorf
Der Westfälisches Kinderdorf e. V. ist ein selbständiges, überkonfessionelles Kinderdorfwerk und staatlich anerkannter freier Träger der Jugendhilfe. Gründung des Westfälischen Kinderdorfes war am 12. April 1961. Seitdem leben dort vor allem Kinder, deren leibliche Eltern ihre Erziehung aus verschiedenen Gründen nicht wahrnehmen können. Sie werden auf Vermittlung des Jugendamtes untergebracht.

## Tätigkeit
National
Benachteiligten Kindern eine neue Familie, eine neue Heimat zu geben, war das Motiv interessierter Bürger, die sich am 12. April 1961, in Paderborn trafen. Ihre Vision war es, das erste Kinderdorf in Nordrhein-Westfalen zu eröffnen. Zwei Monate später wurde der Verein Westfälisches Kinderdorf ins Leben gerufen. Heute betreibt der nach wie vor in Paderborn ansässige Verein rund ein Dutzend Einrichtungen der Kinder- und Jugendhilfe im Dreieck der Städte Paderborn, Barntrup/Lippe und Dissen (Niedersachsen). Darunter sind Kitas, eine offene Ganztagsbetreuung (OGS) sowie zwei Kinderdörfer mit einer ganzen Reihe unterschiedlich ausgerichteter betreuter Wohngruppen für Kinder und Jugendliche und einer Mutter-Kind-Wohngruppe. Der Verein beschäftigt aktuell rund 300 Mitarbeiterinnen und Mitarbeiter und bilanzierte zuletzt einen Jahresumsatz von 14 Mio. Euro.
Der weit in das Umland wirkende Verein ist selbstständig und nicht Teil eines größeren Zusammenschlusses. Rund 1.200 Mitglieder sowie rund 11.000 Spender und Förderer ermöglichen dem Verein, die entgeltfinanzierten Erziehungshilfen zukunftsfähig zu gestalten und neue Angebote für Kinder, Jugendliche und deren Familien im Freizeit- und Förderbereich zu entwickeln und zu finanzieren.
Das von der Mitgliederversammlung gewählte ehrenamtliche Kuratorium wahrt gemeinsam mit dem zweiköpfigen hauptamtlichen Vorstand die Tradition der Familienpflege und stellt sich gleichzeitig an die Spitze pädagogischer und organisatorischer Innovationen. Gemeinsam verfolgen sie gesellschaftliche Entwicklungen und Umbrüche in den Sozial(dienst)leistungen aufmerksam und entwickeln Konzept und Organisation des Kinderdorfwerkes laufend weiter.
International
2022 ist der Internationale Verband Westfälischer Kinderdörfer e.V. (IVWK) mit dem Westfälischen Kinderdorf e. V. verschmolzen. Beide Vereine wurden in den Sechzigern bzw. in den Siebzigern auf Initiative von Friedhelm Bertling gegründet. Beide betreiben Kinderdörfer: der Westfälische Kinderdorf e. V. national, der IVWK in Ghana und Peru.
Neben der Kinderbetreuung hat der IVWK in den beiden Kinderdörfern auch schulische und medizinische Angebote etabliert, die das Westfälische Kinderdorf weiter betreibt und ausbaut. Diese Einrichtungen stehen auch den Menschen im strukturschwachen, ländlich geprägten Umfeld der Kinderdörfer offen.
Ghana
Das durch den Westfälisches Kinderdorf e. V. unterstützte ghanaische Kinderdorf Westphalian Childrens Village liegt im Landesinneren von Ghana in der Ashanti-Region: Im Township Oyoko bei Effiduase, eine Autostunde von Kumasi entfernt und wurde im Jahr 1984 gegründet.
Gegründet als Nothilfeprojekt zur Betreuung von Waisen und Sozialwaisen in Kinderdorffamilien, hat sich die Einrichtung längst zum Infrastrukturprojekt für die benachbarte, überwiegend arme Bevölkerung entwickelt.
Heute bietet es einen Hospitalkomplex mit spezialisierter Augenklinik, eine Senior High School mit Internat, ein Montessori-Kindergarten und eine ganztägige Kinderbetreuung für bedürftige Kinder. Das dorfeigene Farmland dient zur Eigenversorgung und zum praktischen Unterricht der Schüler der Senior High School im Fach Agrarwirtschaft.
Peru
Das 1990 gegründete Kinderdorf Aldea Infantil Westfalia liegt am Fuße der Anden im Distrikt Cieneguilla, rund eine Autostunde von der Landeshauptstadt Lima entfernt. Rund um das reine Kinderdorf sind im Lauf der Jahre Bildungs- und Inklusionseinrichtungen gewachsen, die auch zur Verbesserung der regionalen Infrastruktur beitragen.
Im Kinderdorf leben etwa 80 Kinder mit Pflegeeltern und -geschwistern in Familienhäusern. Ihre Grundversorgung wird durch Patenschaften finanziert. Über einen Ausbildungsfonds werden Schul- und Ausbildungskosten bezahlt.
Zum Dorf gehören ein Kindergarten und eine Grundschule bis Klasse 6. Beide stehen Kinderdorfkindern und Kindern aus der Umgebung zur Verfügung.
In zwei Inklusionsbetrieben, einer Bäckerei und einer Kunsthandwerkerei, arbeiten Menschen mit und ohne Behinderung.
Zur Verbesserung der Eigenversorgung baut die Dorfgemeinschaft auf dem eigenen Farmland Obst und Gemüse an und hält verschiedene Tiere zur Fleischversorgung des Kinderdorfes.
Eine Solar- und Photovoltaikanlage sowie Windkraft liefern den kompletten Strombedarf des Kinderdorfes. Ein Brunnenhaus mit solarbetriebener Pumpe sichert die Wasserversorgung.

## Geschichte
Am 2. April 1961 war die Gründungsversammlung des Westfälischen Kinderdorfs e. V. in Paderborn. Der Bau des ersten Kinderdorfs des Vereins „Dreizehnlinden“ in Nieheim wurde im Herbst 1962 angekündigt. Weitere Gründungen an der Ruhr oder in Lippe waren geplant. In einem angemieteten Haus bei Paderborn nahm im Sommer 1963 die erste Kinderdorffamilie ihre Arbeit auf. Mit Nieheim, Brilon, Barntrup und anderen Kommunen wurden konkrete Verhandlungen über den Standort des ersten Kinderdorfs aufgenommen. In Abstimmung mit Rat und Verwaltung wurde die Stadt Barntrup in Lippe am 1. Februar 1964 als Standort für das erste Kinderdorf ausgewählt.
Luise Erhard, die Frau des damaligen Bundeskanzlers, legte am 23. November 1966 den Grundstein für das Kinderdorf „Lipperland“ in Barntrup. Die erste Kinderdorffamilie bezog im Juli 1967 ihr fertiggestelltes Haus.
Im Herbst 1973 begannen die Bauarbeiten für zehn Familienhäuser des geplanten zweiten und dritten Bauabschnitts und des Dorfgemeinschaftshauses. Vom Verein wurde im Frühjahr 1976 die Gründung des Kinderdorfs „Niedersachsen“ vorangetrieben.
Am 21. März 1977 erfolgte die Gründung eines internationalen Verbandes Westfälischer Kinderdörfer ebenfalls auf Initiative von Friedhelm Bertling.
Die Grundsteinlegung in Dissen für das zweite Kinderdorf des Vereins war am 22. November 1979.
Am 20. und 21. September 1986 besuchte Marianne von Weizsäcker, die Frau des Bundespräsidenten, anlässlich des 25-jährigen Jubiläums das Kinderdorf "Lipperland" in Barntrup.
Bereits Jahr 1984 nahm das Westphalian Childrens Village in Ghana mit einer Kinderdorffamilie seine Arbeit auf, bevor es dann 1985 offiziell seine Gründung feierte.
Im Jahr 1986 liefen erste Vorbereitungen zur Gründung eines Kinderdorfes im Andenstaat Peru. Offiziell wurde das Aldea Infantil Westphalia in Peru dann 1990 gegründet.
Im Kinderdorf „Lipperland“ nahm im Oktober 1991 die erste Kinder- und Jugendwohngruppe ihre Arbeit auf. In beiden Kinderdörfern wurde das Hilfeangebot „Sozialpädagogisch Betreutes Wohnen“ etabliert.
In den Räumen Am Holstenkamp in Barntrup nahm im April 1995 der Kindergarten „Zauberkiste“ des Westfälischen Kinderdorfs seine Arbeit auf.
Der Verein erwarb im Januar 1997 die ehemalige Gaststätte „Der Kleine Schaper“ in Barntrup und gestaltete sie gemeinsam mit Jugendlichen für eine Tagesgruppe und das Wohnen junger Erwachsener um.
Der Verein erwarb im Sommer 1999 eine ehemalige Bauernhofpension in Hillentrup als zukünftigen Kinderbauernhof des Kinderdorfs.
Als sonderpädagogisches Angebot nahm im Jahr 2001 in einem renovierten Bauernhaus vor Paderborn die neue integrativ-pädagogische Wohngruppe (IPWL) für seelisch behinderte Kinder ihre Arbeit auf. In den frei gewordenen Räumlichkeiten im „Kleinen Schaper“ eröffnete das „Office for Kids“ als Angebot der offenen Kinder- und Jugendarbeit.
Im Kinderdorf „Lipperland“ wurde 2003 das renovierte „Mutter-Kind-Haus“ neu eröffnet. Die Ausbildungsküche im Dorfgemeinschaftshaus nahm ihre Arbeit auf.
Im Kinderdorf „Lipperland“ wurde am 17. Juli 2003 mit der Verleihung der Stiftungsurkunde durch Regierungspräsident Andreas Wiebe die „Stiftung Westfälisches Kinderdorf“ begründet.
Im Auftrag der Stadt Barntrup übernahm das Kinderdorf 2005 die Trägerschaft der Offenen Ganztagsgrundschule (OGS).

## Einrichtungen
- Das Kinderdorf „Lipperland“ in Barntrup ist eine Facheinrichtung der Jugendhilfe mit ausdifferenzierten stationären Erziehungshilfen, einem stationären Angebot der Eingliederungshilfe, Tagesgruppen, konzeptionell ambulanten Hilfen und Maßnahmen und Aktionen der Offenen Kinder- und Jugend(sozial)arbeit; seine Standorte sind regional dezentralisiert.[8]
- Das Kinderdorf „Niedersachsen“ in Dissen ist eine systemisch orientierte Facheinrichtung der Kinder- und Jugendhilfe mit ausdifferenzierten stationären und ambulanten Erziehungshilfeangeboten und beteiligt sich an der Gemeinwesenarbeit in den Kommunen Dissen und Bad Laer.[9]

- Die zweigruppige integrative Tageseinrichtung für 45 Kinder „SpielRAUM“ ist Basis und Bestandteil des Konzepts. Es gibt  Ausstellungen, Freizeit- oder Förderprogramme, Therapieangebote, Weiterbildungen für Fachleute und Eltern, Beratung in Erziehungs- und Entwicklungsfragen.[10]

## Belege
1. 1 2  Westfälisches Kinderdorf - Über uns - Verein. In: WEKIDO.de. Abgerufen am 14. November 2023.
2. ↑  Westfälisches Kinderdorf - Verein Westf. Kinderdorf - Bilanz 2021.pdf. (PDF) In: WEKIDO.de. Abgerufen am 14. November 2023.
3. ↑  Westfälisches Kinderdorf – Verein Westf. Kinderdorf – Vorstand und Kuratorium. In: WEKIDO.de. Abgerufen am 14. November 2023.
4. ↑  Westfälisches Kinderdorf - Standorte - Internationale Kinderdörfer. In: WEKIDO.de. Abgerufen am 14. November 2023.
5. ↑  Westfälisches Kinderdorf - Standorte - Internationle Kinderdörfer - Ghana. In: WEKIDO.de. Abgerufen am 14. November 2023.
6. ↑  Westfälisches Kinderdorf - Standorte - Internationale Kinderdörfer - Peru. In: WEKIDO.de. Abgerufen am 14. November 2023.
7. ↑  Westfälisches Kinderdorf – Aktuelles – 50 Jahre Kinderdorf Lipperland. In: WEKIDO.de. Archiviert vom Original am 14. November 2017; abgerufen am 10. November 2017.
8. ↑  Westfälisches Kinderdorf – Verein Westf. Kinderdorf. In: WEKIDO.de. Archiviert vom Original am 8. November 2017; abgerufen am 10. November 2017.
9. ↑  Westfälisches Kinderdorf - Kinderdorf Niedersachsen - Hilfen zur Erziehung. In: WEKIDO.de. Archiviert vom Original am 8. November 2017; abgerufen am 10. November 2017.
10. ↑  Kindertagesstätte | KiTa SpielRAUM Paderborn. Abgerufen am 10. November 2017.